# 2017 في البرازيل
فيما يلي قوائم الأحداث التي وقعت خلال عام 2017 في البرازيل.

## أحداث
- 3 يونيو – ني أونا مينوس

## رياضة
- 10 أكتوبر – تصفيات كأس العالم لكرة القدم 2018

## أفلام
من الأفلام التي صدرت هذه السنة في البرازيل:
- 1 يناير – نادني باسمك من إخراج لوكا غواداغنينو.

## وفيات

### فبراير
- 11 فبراير – فاب ميلو (مواليد 1990) لاعب كرة سلة برازيلي.

### يونيو
- 24 يونيو – لوسي سيكي (مواليد 1941) لغوية برازيلية.

### يوليو
- 7 يوليو – جونسون كيندريك (مواليد 1992) لاعب كرة قدم برازيلي.
- 23 يوليو – والدير بيريز (مواليد 1951)

### نوفمبر
- 5 نوفمبر – ديوناتان تيكسيرا (مواليد 1992) لاعب كرة قدم برازيلي.